# Bande des 4 kilomètres

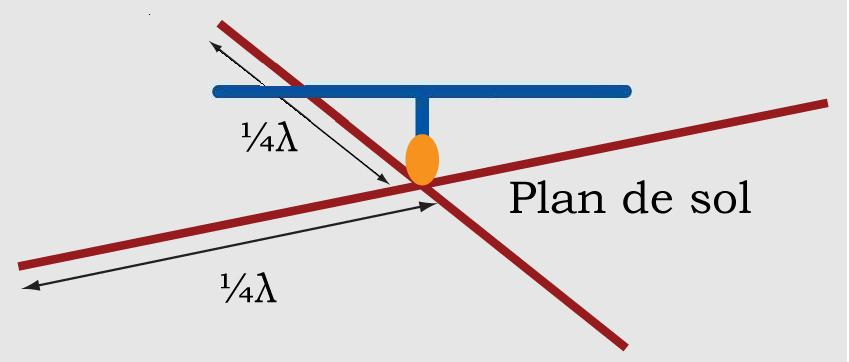
Antenne en T (de couleur bleue) sur un plan de sol en 4 radiants (de couleur rouge).

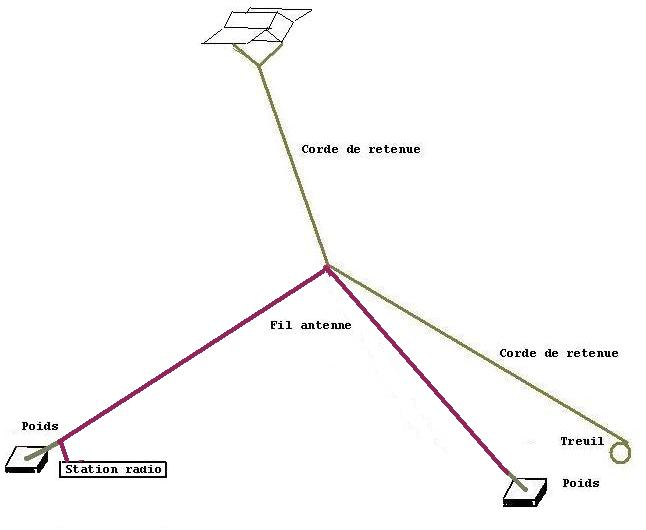
Cerf-volant portant une antenne en L renversé pour les radiocommunications

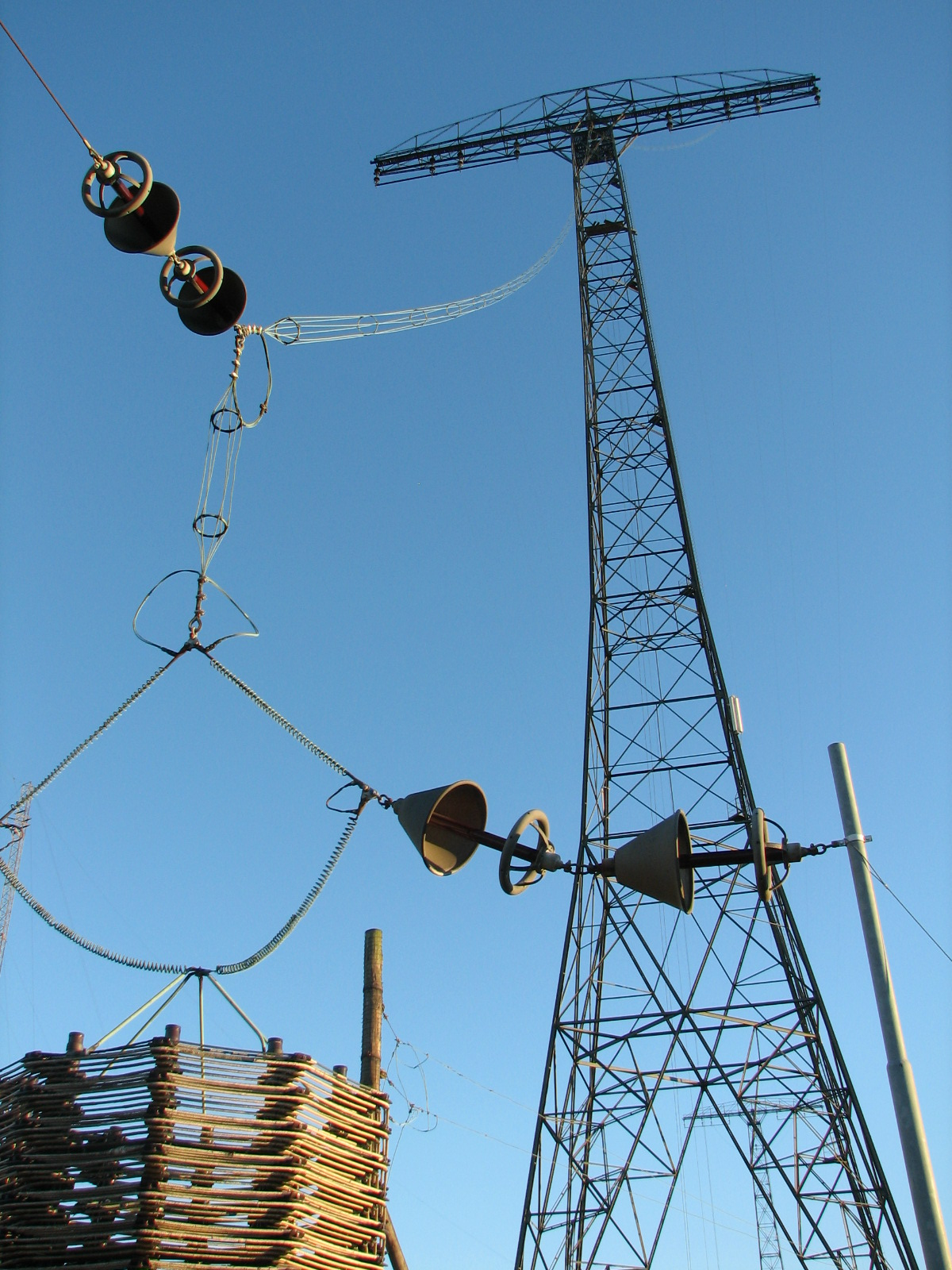
Antenne oblique pour la bande kilométrique.

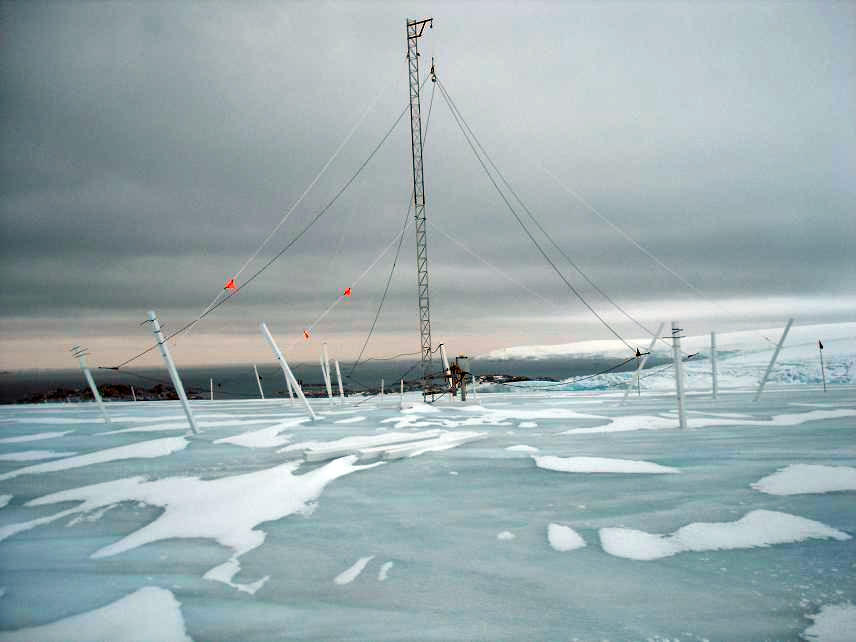
Antenne parapluie.

La bande 71,6 kHz à 74,4 kHz désignée aussi par sa longueur d'onde, 4 kilomètres, était une bande du service radioamateur destinée à établir des radiocommunications de loisir au Royaume-Uni.

## La bande des 4 kilomètres dans le monde
Pas de bande de 4 kilomètres .

## Historique
Cette bande a été autorisée de 1996 jusqu'en 2003.

## La manœuvre d’une stationradioamateur
Pour manœuvrer une station radioamateur dans la bande 4 km depuis le Royaume-Uni, il est nécessaire de posséder un Certificat d'opérateur du service amateur de classe HAREC.

## Répartition des fréquences de la bande des 4 kilomètres
La bande des 4 kilomètres est partagée entre plusieurs services.

## Les antennes

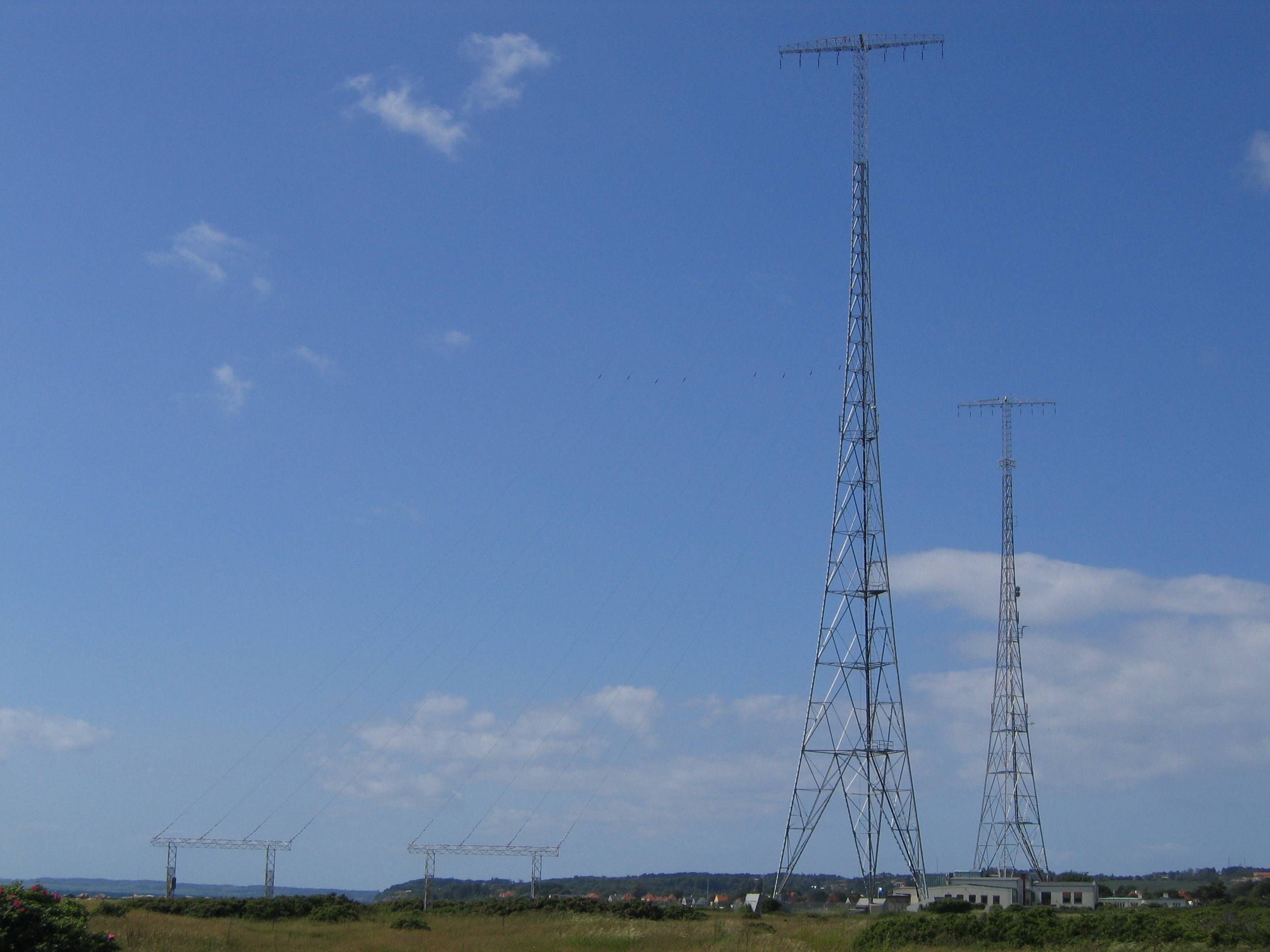
Antenne pour la bande kilométrique.

Les antennes les plus utilisées sur cette bande :
- Antenne fouet cerf-volant
- Antenne fouet à capacité terminale
- Antenne fouet hélicoïdale
- Antenne fouet à bobine
- Antenne cadre
- l’antenne en "L"
- Antenne en T
- l’antenne long-fil ou l’antenne "fil"
- L'antenne radioélectrique, pour être efficace, est longue d'une demi-onde (de plusieurs centaines de mètres) peut être soutenue par un cerf-volant porte antenne de type stationnaire ou par un ballon porte antenne[3] pour la réception des ondes radioélectriques des basse fréquence et moyenne fréquence.

## La propagation sur la bande 4 kilomètres

La propagation par l'onde de sol sur la surface de la Terre.

L'onde de sol voyage à la surface de la Terre (entre le sol et la couche ionisée D de l’atmosphère). L'onde de fréquence 72 kHz se propage régulièrement le jour et avec un renforcement la nuit. 
L'atténuation de l’énergie de l’onde de sol est en fonction du carré de la distance, sans tenir compte de la courbure de la terre sur une base kilomètres/watts exponentielle par l'Établissement de l'équation de propagation à partir des équations de Maxwell. 
La réception par onde de sol sur une mer particulièrement salée (et donc plus conductrice) est bien meilleure. Dans les mêmes conditions, un signal par onde de sol se propageant sur un terrain rocheux pourrait couvrir à peine le quart de la distance maritime.
De plus, l’onde pénètre dans le sol et ouvre des applications en spéléologie.